# Фантастика ближнего прицела
Фанта́стика бли́жнего прице́ла — жанр научной фантастики в рамках концепции «реальная фантастика». Имеет параллели с твёрдой научной фантастикой в плане упора на научные достижения, но, в отличие от последней, более приближена к действительности.
Согласно этой концепции, сформулированной группой советских критиков и писателей в конце 1940-х — начале 1950-х, главной задачей фантастической литературы является популяризация достижений современной советской науки и техники и их развития в ближайшем будущем. Для фантастики этого направления свойственны интерес к научно-техническим подробностям, слабая психологическая проработанность образов героев, которые имеют в произведении второстепенное значение. Как правило, действие произведений происходит в недалёком будущем и сосредотачивается вокруг описания изобретений, полезных для народного хозяйства.
Сам по себе термин «фантастика ближнего прицела» — полемического происхождения и возник не позднее начала 1960-х годов. 
В том же значении употреблялся и термин «теория предела», реже — «ближняя фантастика» или «фантастика ближнего предела».
Истоки фантастики ближнего прицела — в романе «Подводные земледельцы» А. Беляева (1930). Апологетами этого направления фантастики являлись критик С. Иванов и писатель В. Немцов, в рамках «ближнего прицела» писали В. Немцов, В. Сытин, В. Сапарин, В. Охотников и др. В конце 1950-х, с идеологическим потеплением и приходом в советскую фантастику новых авторов, и особенно с публикацией «Туманности Андромеды» И. Ефремова, произошёл отход от этой концепции, хотя идеологическая борьба между её сторонниками и противниками продолжалась и позднее.
Последняя атака на «дальний прицел» была предпринята в декабре 1960 года на Объединённом пленуме Правлений СП РСФСР, Московского и Ленинградского отделений СП РСФСР, участники которого (Олег Коряков, Сергей Сартаков, В. Немцов) в предписательной форме указывали на «идеологический вред» космической фантастики, «уводящей от действительности». Их оппонентами оказались при этом такие достаточно консервативные писатели, как Александр Казанцев, Николай Томан, Георгий Тушкан. Претензии «ближнего прицела» на ведущую роль в советской фантастике были окончательно похоронены после полёта Гагарина.

В повести Н. Томана «Неизвестная земля» (1965) персонаж (писатель-фантаст) роняет фразу, которая лаконично характеризует всё направление:

Забыли вы разве, какое жалкое существование влачила наша фантастика в период культа, когда фантазировать дозволялось только в пределах пятилетнего плана народного хозяйства…

Ироническое описание произведений «ближнего прицела» содержится в эпизоде «путешествия в описываемое будущее» из повести «Понедельник начинается в субботу» А. и Б. Стругацких:
В большинстве своём, правда, эти люди были какие-то нереальные, гораздо менее реальные, чем могучие, сложные, почти бесшумные механизмы. Так что, когда такой механизм случайно наезжал на человека, столкновения не происходило. Машины мало меня заинтересовали, наверное, потому, что на лобовой броне у каждой сидел вдохновенный до полупрозрачности изобретатель, пространно объяснявший устройство и назначение своего детища. Изобретателей никто не слушал, да они, кажется, ни к кому в особенности и не обращались.
Иногда, в широком смысле, к категории «фантастики ближнего прицела» относят произведения современных российских и западных авторов, написанные в жанре «твёрдой научной фантастики» и посвящённые описанию науки и техники недалёкого будущего.